# スローな武士にしてくれ〜京都 撮影所ラプソディー〜
『スローな武士にしてくれ〜京都 撮影所ラプソディー〜』（スローなぶしにしてくれ きょうと さつえいじょラプソディー）は、NHK BSプレミアムの「スーパープレミアム」で2019年3月23日の21時から22時59分に放送された日本のテレビドラマ。源孝志作・演出、内野聖陽主演。
不慣れな最先端機材を用いて「池田屋事件」を題材に時代劇ドラマを制作することとなった京都撮影所の舞台裏の、大部屋俳優とベテランスタッフたちのコミカルな奮闘ぶりを、最新の撮影技術を駆使して斬新に映像化した「新技術チャンバラ ドラマ」。第56回（2018年度）ギャラクシー賞テレビ部門フロンティア賞、第35回ATP賞テレビグランプリ総務大臣賞、第74回文化庁芸術祭賞テレビ・ドラマ部門優秀賞受賞作。
2020年3月20日に地上波のNHK総合で再放送が行われたが、これは90分に再編集したカット版であった。

## 製作
劇中のNHK技術者・田所の台詞「最新のハイテク機材でコテコテの時代劇を撮る。それが僕の夢だった」が自身の夢だったと語る源孝志の作・演出により、「勧善懲悪パターン」に偏りすぎて見られなくなってしまった時代劇を「格好良く撮りたい」として製作された。現実にNHKから「NHKで最新技術を使ったドラマを作ってほしい」との依頼を受けての製作であり、本作のストーリーに反映されている。映画『蒲田行進曲』へのオマージュとなっており、他にも『椿三十郎』『十三人の刺客』など過去の名作時代劇へのオマージュが随所にちりばめられている。
撮影は東映京都撮影所にて行われ、最先端ハイスピードカメラによる水しぶき一滴一滴まで鮮明に捉えたスーパースローモーション映像、360度・全方位をぶれずに撮影可能な機器を用いた「ワンカット13人斬り」、ワイヤーアクションで俳優とともにカメラマンも宙を舞い撮影されたクライマックスの「池田屋階段落ち」、さらにドローンカメラによる空撮のシーンをドローンカメラから空撮した映像や、張られたケーブル上にカメラを付けて動かすロープカム、30 - 40km/hで走行し撮影可能なラジコンカメラによる映像などが用いられている。
時代劇には欠かすことのできない剣劇俳優たちによる地道な作業とあわせて、源曰く「ヒューマンファクターとテクノファクターの融合」によって成立した作品であり、作品数の減少や製作スタッフの高齢化により衰退が懸念される時代劇において新時代の時代劇の可能性を感じさせる作品となっている。

## あらすじ
京都の歴史ある映画スタジオ「京映撮影所」にNHKから「最新鋭の技術を駆使した時代劇のパイロット版を撮ってほしい」と依頼があり、並外れた時代劇マニアの田所がさまざまなハイテク機材とともに派遣されてくる。監督の国重は、チャンバラの腕を見込んで、切られ役専門の大部屋俳優・シゲちゃんこと村田茂雄を主役に抜擢する。幕末の「池田屋事件」をドラマ化することとなったものの、フィルム育ちのベテランスタッフは見たこともないハイテク機材に戸惑うばかり。更に、肝心の主役のシゲちゃんは、極度に緊張するとセリフの声が裏返ってしまう。
しかし、次々に発生する難題を乗り越えつつ、最先端のハイテクと京都の俳優・スタッフの活動屋魂が、誰も見たことがない時代劇のシーンを斬新な映像で創りだしていき、クライマックスとなる世界最先端のハイスピードカメラとワイヤーアクションを用いた前例のない「池田屋階段落ち」シーンの撮影に挑む。

## 登場人物
村田茂雄（シゲちゃん）
演 - 内野聖陽
大部屋俳優。殺陣は超一流だが台詞が入ると極度に緊張して声が裏返ってしまうため、切られ役専門で端役でのみ出演している。
撮影所近くの妻の実家に、義父、妻、男女ふたりの子供と住む。
田所新之助
演 - 柄本佑
NHK技術ラボの主任。アメリカ育ちの帰国子女でマサチューセッツ工科大学出身の一流エンジニア。
並み外れた時代劇マニアで、スーパースローを多用する高画質時代劇の撮影を持ちかける。
村田富士子（如月小雪）
演 - 水野美紀
シゲちゃんの妻。元はくの一を得意とするアクション女優で、芸名は如月小雪。今は女優業を引退して子育てと実家の饅頭屋の商売にいそしんでいるものの、アクションの技は衰えてはいない。
ラオウ（田中真理夫）
演 - 藤本隆宏
ハリウッドからも引っ張りだこの腕利きのステディカムオペレーター。屈強な肉体を持つ。
大河原三郎
演 - モロ師岡
殺陣師。
草加俊次
演 - 深水元基
チーフ助監督
島田耕造
演 - 大高洋夫
小道具担当。
塩見五月
演 - 伊勢志摩
スクリプター。
花田健作
演 - 古河耕史
撮影助手。
佐野太郎
演 - 生島勇輝
ドローンのオペレーター。
杉原セツ
演 - 楠見薫
メイク。
堀部利一
演 - 中川晴樹
美術デザイナー。
小柳瞳
演 - たかはしあいこ
装飾。
柊正藏
演 - 西園寺章雄
茂雄の舅（富士子の父）。
村田健
演 - 南出凌嘉
茂雄の長男。
村田純子
演 - 坂口苺
茂雄の長女。
朽木城太郎（ジョウちゃん）
演 - 中村獅童
大部屋俳優。悪役軍団の1人で、シゲちゃんの友人。
しかし、自分にない才能をもち、スター俳優に可愛がられ、さらに主役に抜擢されたシゲちゃんに対して複雑な思いを抱いている。
頭
演 - 小川敏明
大部屋俳優
演 - 重伸幸、木村康志、柴田善行、内藤和也、小泉敏生、いわすとおる、井上剛、稲田龍雄、大久保幸治、恒松勇輝
女中
演 - 中村彩実
長内
演 - 白井哲也
テレビ時代劇監督。
制作進行
演 - 古村勇人
守衛
演 - 久保田武人
部下
演 - 秦大樹
装飾。
制作主任
演 - 芹井祐文
Bカメ
演 - 田畑利治
撮影助手
演 - 金本英信
照明チーフ
演 - 三角園直樹
セカンド助監督
演 - 遠竹祐樹
サード助監督
演 - 倉田有紗
照明助手
演 - 高阪勝之、森将栄
録音助手
演 - 大土知郎
衣裳助手
演 - 園木愛
メイク助手
演 - 田中沙依
女将
演 - あきやまりこ
オペレーター
演 - 菅原将暉
土方歳三
演 - 堀田貴裕
永倉新八
演 - 西村匡生
店の者
演 - 浅田祐二
沖田総司
演 - 石垣佑磨
宮部県蔵
演 - 峰蘭太郎
頭目浪人
演 - 福本清三
町田剛蔵
演 - 浜田晃
照明技師。
玉村寿一
演 - 佐川満男
録音技師。
武藤幸四郎
演 - 本田博太郎
ベテランカメラマン。ドローン、ハイスピードカメラ、ワイヤーアクションなど不慣れな技術を用いた撮影を強いられる。
八村良造
演 - 伊武雅刀
撮影所所長。判断基準はいつも、いかに撮影を安くあげるかで、口癖は「そんな予算おまへん」。
国重五郎
演 - 石橋蓮司
映画監督。チャンバラの腕を見込んで、シゲちゃんを主役に抜擢する。
里見浩太朗（コウちゃん）
演 - 里見浩太朗
時代劇のスター俳優。シゲちゃんの技量を評価し、常に相手役のひとりとしてシゲちゃんを指名する。

## スタッフ
- 作・演出 - 源孝志
- 音楽 - 阿部海太郎
- 主題歌 - 南佳孝「スローなブギにしてくれ (I want you)」
- 殺陣 - 清家三彦
- アクション監督 - 田渕景也、帯金伸行
- プロデュース - 川崎直子（NHKエンタープライズ）、石崎宏哉（東映）
- 制作統括 - 千野博彦（NHK）、伊藤純、川崎直子（NHKエンタープライズ）、八木康夫（オッティモ）
- 制作協力 - 東映京都撮影所
- 制作 - NHKエンタープライズ
- 制作著作 - NHK、オッティモ

## 受賞歴
- ギャラクシー賞 2019年3月度 月間賞[11]
- 第56回（2018年度）ギャラクシー賞 テレビ部門 フロンティア賞[3]
- 第35回ATP賞テレビグランプリ 総務大臣賞[4]
- 令和元年度（第74回）文化庁芸術祭賞 テレビ・ドラマ部門 優秀賞[5]
- 令和元年度（第70回）芸術選奨文部科学大臣賞 放送部門（源孝志）[12]